# Yokosuka MXY3
Yokosuka MXY3 («Експериментальний планер-мішень») — планер-мішень Імперського флоту Японії періоду 1930-х років та Другої світової війни.

## Історія створення
В середині 1930-х років командування ВПС Імперського флоту Японії замовило Арсеналу флоту в Йокосуці розробку літака-мішені для навчання льотчиків-винищувачів. Відповідно до завдання, це мав бути планер, який піднімався у повітря за допомогою літака, а потім керувався за допомогою радіокоманд. роботи розпочались у 1936 році, і вже наступного року прототип здійснив перший політ. 
Літак отримав позначення «Експериментальний планер-мішень» (або MXY3). Мішень піднімалась у повітря літаком Kawanishi E7K, на якому була змонтована спеціальна трапеція. Після набору необхідної висоти планер випускався, і надалі керувався оператором на землі.
Розроблявся також варіант MXY3-KAI, який мав власну систему керування польотом, яка базувалась на зміні тиску в еластичному резервуарі, розміщеному у фюзеляжі.

## Тактико-технічні характеристики

### Технічні характеристики
- Довжина: 5,00 м
- Висота: 1,00 м
- Розмах крил: 8,00 м
- Площа крил: 8,00 м²
- Маса пустого: 310 кг